# Марко Боде
Марко Боде (нім. Marco Bode, * 23 липня 1969, Остероде-ам-Гарц) — німецький футболіст, нападник, лівий захисник.
Відомий виступами за клуб «Вердер», а також національну збірну Німеччини.
Чемпіон Німеччини. Триразовий володар Кубка Німеччини. Дворазовий володар Суперкубка Німеччини. Володар Кубка Кубків УЄФА. У складі збірної — чемпіон Європи. 

## Клубна кар'єра
Вихованець футбольної школи клубу «Вердер». Дорослу футбольну кар'єру розпочав 1989 року в основній команді того ж клубу, кольори якої і захищав протягом усієї своєї кар'єри гравця, що тривала чотирнадцять років.  Більшість часу, проведеного у складі «Вердера», був основним гравцем команди. За цей час виборов титул чемпіона Німеччини, ставав володарем Кубка Німеччини (тричі), володарем Суперкубка Німеччини (двічі), володарем Кубка Кубків УЄФА.

## Виступи за збірну
1995 року дебютував в офіційних матчах у складі національної збірної Німеччини. Протягом кар'єри у національній команді, яка тривала 8 років, провів у формі головної команди країни 40 матчів, забивши 9 голів. 
У складі збірної був учасником чемпіонату Європи 1996 року в Англії, на якому команда стала континентальним чемпіоном, чемпіонату Європи 2000 року у Бельгії та Нідерландах, а також  чемпіонату світу 2002 року в Японії і Південній Кореї, де разом з командою здобув «срібло».

## Досягнення
- Чемпіон Німеччини:

«Вердер»: 1993
- Володар Кубка Німеччини:

«Вердер»: 1991, 1994, 1999
- Володар Суперкубка Німеччини:

«Вердер»: 1993, 1994
- Володар Кубка Кубків УЄФА:

«Вердер»: 1992
Збірні
- Чемпіон Європи: 1996
- Віце-чемпіон світу: 2002